# Ctenophora ornata
Ctenophora ornata là một loài ruồi trong họ Ruồi hạc (Tipulidae). Chúng phân bố ở miền Cổ bắc.

## Hình ảnh

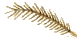
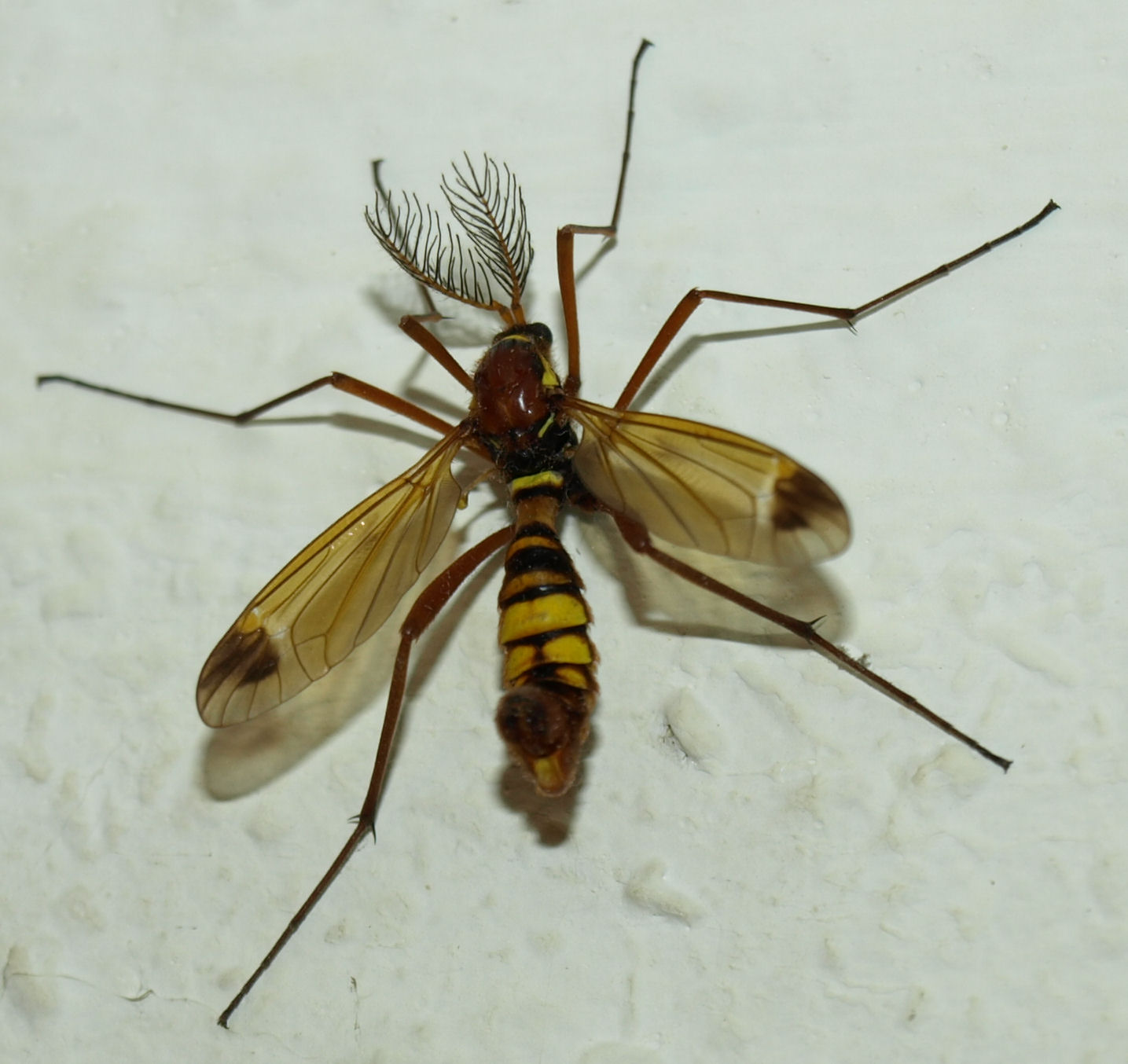
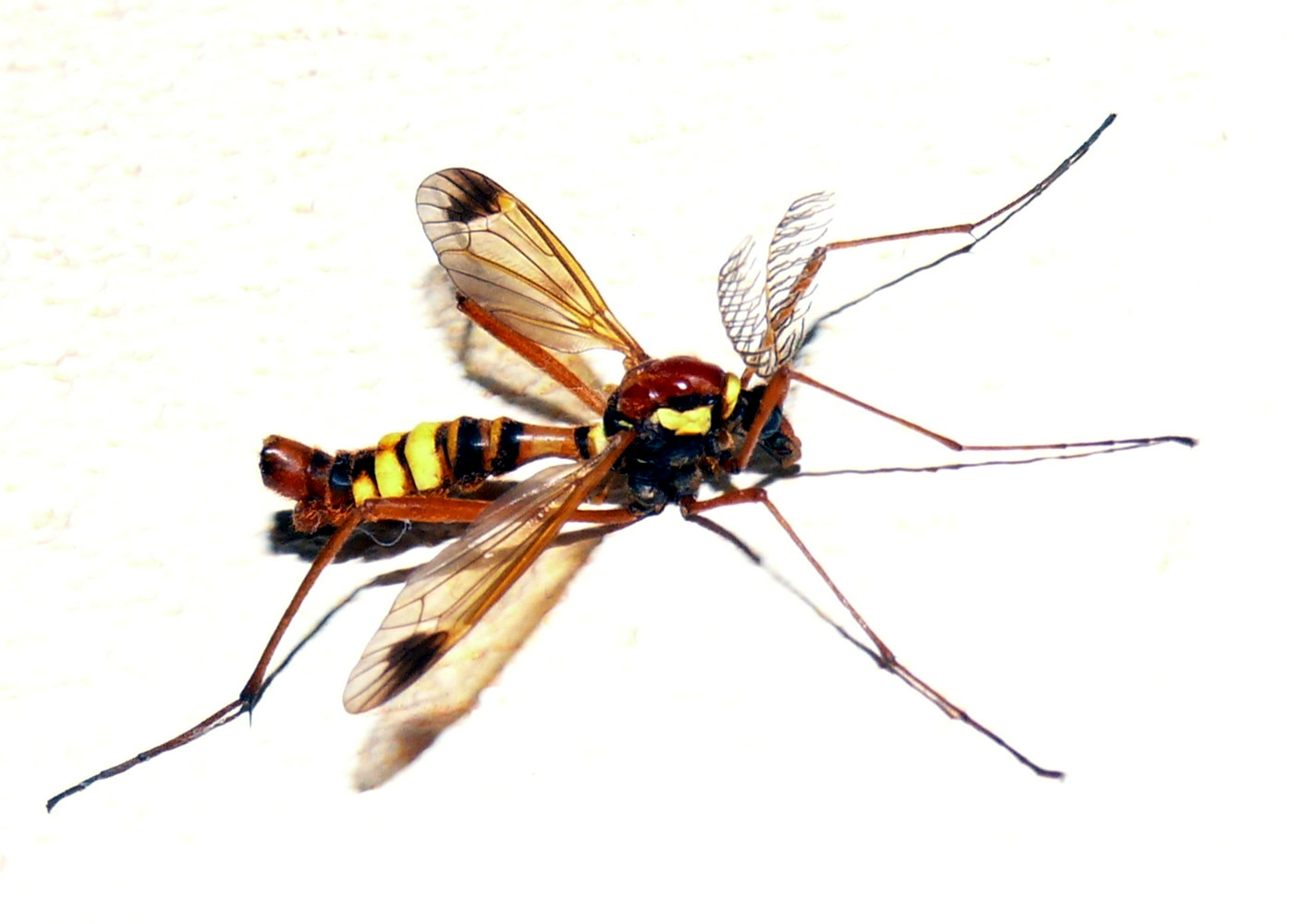

- Tập tin:Kammschnake - lateral.jpg

- Tư liệu liên quan tới Ctenophora ornata tại Wikimedia Commons